# Sonderaktion Lublin

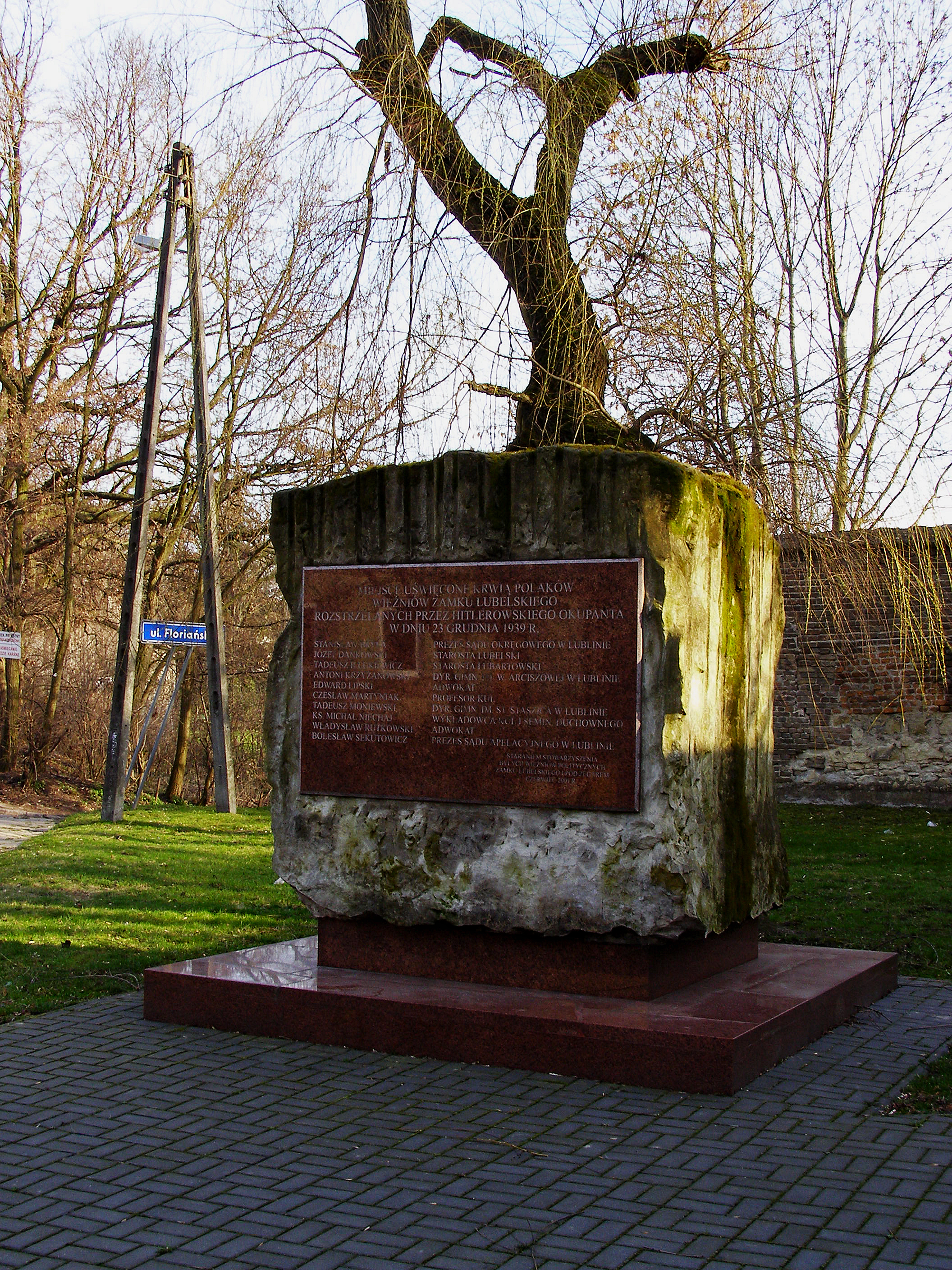
Пам'ятник жертвам страти 23 грудня 1939 року

Sonderaktion Lublin («Спецоперація Люблін») — репресивна акція, спрямована проти інтелігенції Любліна, проведена німецькими окупантами в листопаді 1939 року. Акцію започаткували масові арешти, від яких постраждали кілька сотень представників соціальної та інтелектуальної еліти Любліна. Німці заарештували, зокрема, двох єпископів та членів Люблінської архідієцезії, усіх присутніх у місті викладачів Люблінського католицького університету, а також численних учителів, юристів, чиновників та студентів. Більшість ув'язнених за деякий час відпустили додому. Втім, близько 70 поляків розстріляли, а ще кілька десятків вивезли до концтаборів. Назву Sonderaktion Lublin цим подіям дали польські історики.

## Передумови
З перших днів окупації німецький терор був спрямований передусім проти представників польських політичних та інтелектуальних еліт. Відповідно до расистського стереотипу, що панував у Третьому Рейху, нацистські керівники вірили, що національну свідомість має лише польська інтелігенція, тоді як простий люд зайнятий лише турботами про щоденне існування і доля держави його не цікавить. Тому припускалося, що винищення так званого «керівного прошарку» дозволить знищити й польську національну ідентичність і перетворить польське суспільство в пасивну аморфну масу, яка, в кращому разі, може бути використана як дешева робоча сила на некваліфікованих допоміжних роботах.
У рамках так званої акції «Інтелігенція» (Intelligenzaktion), що проводилася на окупованих польських землях між вереснем 1939 року та весною 1940, німці вбили щонайменше 100 000 польських громадян. Внаслідок екстермінаційної операції найбільші жертви понесли землі, долучені до Рейху, а саме Східна Померанія, Великопольща, Верхній Шльонськ. Масові репресії проти польської інтелігенції відбувалися і на теренах так званого Генерал-губернаторства — адміністративно-територіальної одиниці, створеної німцями на окупованих територіях центральної Польщі.
В Любліні перші тижні німецької окупації пройшли відносно спокійно. Німці дозволили відкрити школи та розпочати навчальний рік в Люблінському католицькому університеті (ЛКУ). Знову запрацювали театри й кіно, а також поновився випуск газети «Ekspres Lubelski». Завдяки цьому населення Люблінщини спершу вірило, що німецька окупація не буде надто різнитися від австрійської окупації у 1915-1918 роках. Проте вже у перші тижні окупації німці почали тероризувати місцеве населення. У жовтні 1939 потрапив під арешт та був страчений за нез'ясованих обставин довоєнний люблінський воєвода, Єжи Альбін де Трамкурт. У кількох населених пунктах Люблінщини відбулися страти поляків, звинувачених у володінні зброєю (зокрема, в Коцьку, Любартуві та Щучках під Понятовою.

## Перебіг операції
На початку листопада 1939 року гітлерівці почали підготовку до широкомасштабної репресивної акції, спрямованої проти соціальної та інтелектуальної еліти Любліна. Польські історики згодом назвали цю операцію Sonderaktion Lublin. Вона мала певним чином дати початок правління Бригадефюрера SS Оділо Ґлобочніка, який 9 листопада 1939 року обійняв посаду керівника CC і поліції Дистрикту Люблін. Вона ж була реалізацією погроз Артура Зейсс-Інкварта, заступника генерального губернатора, який під час віче для фольксдойче, організованого в приміщенні Банку Рольного по вул. Шопена в Любліні анонсував розправу з польською інтелігенцією та євреями. Sonderaktion Lublin, втім, не була винятково місцевою операцією. У зв'язку із наближенням Дня Незалежності Польщі нацисти проводили «превентивні» арешти та страти майже в усіх регіонах окупованої Польщі. Особливо привертає увагу подібність Sonderaktion Lublin до проведеної за кілька днів перед тим акції арештів професорів краківських вищих навчальних закладів (Sonderaktion Krakau).
Побоюючись польських виступів, німці посилили охорону в тюрмі на Люблінському замку, а також охорону залізничного вокзалу й складів продовольства (6 листопада 1939 року). Датою початку Sonderaktion Lublin вважається 9 листопада 1939. Цього дня гітлерівці арештували в місті кілька сотень представників інтелігенції — юристів, інженерів, представників духовенства, а також учителів середніх та загальноосвітніх шкіл і Люблінського Педагогіуму. Серед арештованих опинилися, зокрема, ректор ЛКУ, ксьондз Антоні Шиманьський та професор цього закладу — ксьондз Здзіслав Ґоліньський. У приміщеннях люблінських судів затримали голову Окружного суду, Станіслава Брилу; голову Апеляційного суду, Болеслава Секутовича й заступників голів обох судів. Підступно заарештовано багато вчителів, запрошених на псевдо-нараду до зали Рольного банку. Просто зі шкільних зал та кабінетів виводились учителі гімназії та ліцею ім. Яна Замойського. До в'язниці потрапили і колишні члени громадянської варти, організованої у вересні 1939 року. На Краківському Передмісті відбулась облава.
Арешти продовжувалися і в наступні дні. 11 листопада гітлерівці заарештували 14 викладачів Люблінського університету, серед них і важкохворих ксьондза професора Пйотра Кремера і професора Владислав Курашкевич. 15 листопада окупаційна влада офіційно ліквідувала кураторію люблінського шкільного округу. 17 листопада було зачинено КУЛ і заарештовано 60 студентів цього навчального закладу (від того часу корпус університету німці використовували як казарми, а згодом переробили на військовий шпиталь). Того ж дня гестапівці прийшли до будівлі Єпископської курії, стверджуючи, що в її садку переховують зброю. Тоді було заарештовано ксьондза єпископа Маріана Фульмана (ординарія люблінської дієцезії), ксьондза єпископа Владислава Гораля (люблінського суфрагана) та 11 інших представників духовенства, які на той момент перебували в будівлі. Німці розграбували і майно курії. 23 та 25 листопада відбулись наступні арешти вчителів. Тоді була офіційно ліквідована польська середня шкільна освіта. Продовжувалися репресії проти католицького духовенства. Під кінець листопада відбулись арешти в конвікті студентів КУЛю (зокрема, тоді був заарештований директор конвікту — ксьондз Станіслав Войса). 25 січня 1940 року в Любліні були заарештовані 23 капуцини , а 2 лютого — 43 єзуїти (усіх затримано за звинуваченням переховування польських офіцерів, приховування зброї та належність то таємних організацій).
З підрахунків Зофії Лещиньської випливає, що під час листопадової Sonderaktion в Любліні заарештували близько 250 осіб (Зиґмунт Маньковський та Марія Вардзиньська писали про «кількасот арештованих»). Серед затриманих опинилися:
- 16 викладачів ЛКУ;
- 36 професорів середніх шкіл;
- 44 учителів загальних шкіл;
- 7 суддів Апеляційного та Округового судів;
- 24 адвокати;
- понад 100 представників католицького духовенства (серед них два єпископи, члени єпископської курії[en], єпископського суду та капітули, а також ксьондзи-викладачі Люблінської духовної семінарії[pl].

Через те, що арешти продовжувалися упродовж наступних місяців та охопили інші міста люблінського дистрикту (Холм, Грубешів, Краснистав, Любартів, Ленчну та Замостя), в окремих джерелах сумарна кількість поляків, заарештованих в рамках Sonderaktion Lublin, оцінюється у розмірі близько 2000 осіб.

## Доля затриманих
Заарештованих під час Sonderaktion Lublin ув'язнили в тюремних камерах Люблінського замку. Від грудня 1939 року до червня 1940 року більшість затриманих була відпущена додому. Проте близько 70 поляків було розстріляно, а ще кілька десятків — вивезено до концентраційних таборів (вищенаведені дані стосуються осіб, заарештованих у Любліні 9-20 листопада 1939 року). Серед вивезених опинилися, зокрема, проф. Владислав Курашкевич, ксьондз Станіслав Войса та шестеро люблінських учителів.
За десять днів після арешту ксьондз єпископ Маріан Фульман, ксьондз єпископ Владислав Ґораль та одинадцять заарештованих разом із ними священиків постали перед німецьким військово-польовим судом. Після інсценізованого процесу всім підсудним винесли вирок у вигляді смертної кари (за звинуваченнями у розповсюдженні нелегальної літератури, володіння зброєю та організації польських маніфестацій 11 листопада). Внаслідок втручання Ватикану німецька влада все ж була змушена пом'якшити вироки. Генеральний губернатор Ганс Франк своїм «помилуванням» замінив смертний вирок на довічне позбавлення волі, а вже 3 грудня 1939 року всіх 13-ох священиків вивезли до Заксенгаузену. Після 2,5-місячного перебування в таборі 73-річний єпископ Фульман був звільнений, після чого перебував під домашнім арештом у Новому Сончі до кінця війни. Єпископ Владислав Ґораль був страчений у Заксенгаузені на початку 1945 року. Жодна інша католицька дієцезія Генеральної губернії не постраждала так сильно від репресій з боку окупантів (аналогічне ставлення було лише до представників польського духовенства на землях, долучених до складу Третього Рейху). Ймовірно, брутальна розправа з люблінською дієцезіальною курією була особистою ініціативою бригаденфюрера СС Ґлобочніка.
У Святвечір 23 грудня 1939 року з камер Люблінського замку витягнули 10-ох відомих та шанованих мешканців Любліна. Про людське око до них приєднали ще двох неповнолітніх кримінальних злочинців, після чого усіх відвели на старий єврейський цвинтар на вулиці Сєнній. Там у світлі фар автомобілів усіх розстріляли над викопаними заздалегідь могилами. В ту ніч були страчені: Станіслав Брила (голова Округового суду в Любліні, громадський діяч), Болеслав Секутович (голова Апеляційного суду в Любліні), Едвард Ліпський (адвокат, колишній замойський та томашувський староста), Владислав Рутковський (адвокат), проф. Чеслав Мартиняк (очільник кафедри філософії права ЛКУ), кс. проф. Міхал Нєхай (викладач догматичної теології в ЛКУ та Вищій духовній семінарії), Тадеуш Монєвський (директор гімназії та ліцею ім. Станіслава Сташіца), Антоні Крижановський (директор гімназії та ліцею Вацлави Арцішової), Юзеф Даньковський (староста Люблінського повіту), Тадеуш Іллюкевич (староста Любартовського повіту). Виконавцями страти були працівники 102-го батальйону поліції. На думку Чеслава Лучака, цей злочин був першим етапом «операції із систематичного винищення польської інтелігенції в Генеральній Губернії». Крім того, тієї ж ночі біля підприємства із виробництва бетонних виробів за залізничним мостом у Любартуві члени 102-го батальйону поліції розстріляли ще 48 поляків, звинувачених у публічній демонстрації патріотичних почуттів на День Незалежності Польщі. Серед жертв опинилися, зокрема, мешканці Бжезьниці-Ксьонженцої, Камйонки, Рудзенка і Крачева.
6 січня 1940 року в Любліні відбулась чергова екзекуція. Цього дня на глиняниках біля цегельні в місцевості Лемщизна німецькі поліцаї розстріляли близько 50 осіб. Жертвами були переважно мешканці Камйонки, заарештовані 15 листопада 1939 року у відповідь на організацію патріотичного заходу та молебню за Вітчизну у День Незалежності Польщі. Зокрема, були страчені: ксьондз Пйотр Гінвонт-Дзеалтовський (парох парафії в Камйонці), ксьондз Антоні Гуніч (вікарій парафії в Камьонці), Францішек Мазуркевич (війт гміни Камйонка), Міхал Шадковський (секретар гміни), Францішек Клямут (учитель), Маріан Ласкось (учитель), Кароль Цифрович (учитель), Броніслав Смоляк (студент), Юзеф Весоловський (студент), Завадський (аптекар). Ймовірно, в групі розстріляних були й особи, заарештовані в Любліні та інших населених пунктах дистрикту (включаючи ксьондза Вацлава Косьора і пароха холмської парафії).
7 січня на глиняниках відбулась нова екзекуція. Тоді було розстріляно біля 30-40 мешканців люблінської місцевості Дзєсьонта, затриманих днем раніше під час репресій у відповідь на перестрілку на Бихавській вулиці (під час якої загинуло двоє німців). 12 лютого 1940 року відбулася велика екзекуція на старому єврейському цвинтарі в Любліні. Пострілами в потилицю тоді вбили близько 180 осіб. Серед страчених опинилося кілька осіб, заарештованих у рамках Sonderaktion Lublin.
Sonderaktion Lublin була лише першим етапом знищення польської інтелігенції на території довоєнного Люблінського воєводства. У червні 1940 року в рамках так званої Акції AB, в Любліні та інших містах були заарештовані сотні людей. Між 29 червня та 15 серпня 1940 року близько 450—500 заарештованих було розстріляно в Рурах Єзуїтських, а ближче до кінця року ще тисячу вивезено до концтаборів. Підрахунки Зофії Лещиньської показують, що до кінця окупації 2156 представників польської інтелігенції з території Люблінщини загинули внаслідок німецьких репресій (дані 1992 року).

## Вшанування пам'яті
Протягом тривалого часу єдиною формою вшанування пам'яті жертв Sonderaktion Lublin слугувала скромна табличка на мурі єврейського цвинтаря. 20 червня 2001 року з ініціативи Товариства колишніх політичних в'язнів люблінського замку та «Под Зеґарем» (пол. Stowarzyszenie byłych Więźniów Politycznych Zamku Lubelskiego i «Pod Zegarem»), на вулиці Каліновщизна відкрито пам'ятник на честь 12 поляків, розстріляних на Святвечір 23 грудня 1939 року. Він має форму грубо обробленої кам'яної брили, на якій розміщено табличку з написом: «Miejsce uświęcone krwią Polaków, więźniów Zamku Lubelskiego, rozstrzelanych przez hitlerowskiego okupanta w dniu 23 grudnia 1939 r.» На табличці також вирізьблені прізвища убитих.

## Відповідальність виконавців
Відповідальність за дії німецького апарату безпеки в Любліні восени та взимку 1939 року, а, отже, за Sonderaktion Lublin, лежить у першу чергу на губернаторі Люблінського дистрикту, Фрідріху Шмідті, очільнику СС та поліції в Люблінському дистрикті, бригадефюреру СС Оділо Ґлобочніку та коменданту СД і Sicherheitspolizei в цьому ж дистрикті (KdS), штурмбаннфюреру СС докторі Альфреді Гассельберзі.
Ґлобочнік скоїв самогубство в травні 1945 року, невдовзі після того, як був затриманий британськими солдатами. Альфреда Гассельберґа в грудні 1939 року усунули з посади і розпочали дисциплінарне провадження проти нього за звинуваченнями в брутальному ставленні до працівників Einsatzkommando 3/I, яким він керував під час вересневої кампанії. Зрештою провадження було припинене, але кар'єра Гассельберґа в СС завершилася. За власним бажанням він пішов у Вермахт, пережив війну і помер своєю смертю у 1950 році.